# 追跡 (小説)
『追跡』（ついせき）は、高木彬光の長編推理小説。百谷泉一郎弁護士シリーズ第4作。雑誌『新週刊』1961年（昭和36年）11月2日号から1962年7月5日号に「暗黒星雲」と題して34回にわたって連載され、1962年8月に光文社カッパ・ノベルズより単行本化された。

## 解説
高木彬光が「丸正事件」の特別弁護人として活動中に書かれた長篇推理小説で、百谷夫妻シリーズの第4作にあたる。
本作のモチーフは、1952年（昭和27年）1月21日に起きた白鳥事件であり、被害者の白鳥一雄警部が背後から何者かにピストルで射殺された、というものである。白鳥警部は共産党員から敵視されており、多数の共産党員が逮捕され、日共札幌委員会委員長の村上国治は捜査当局から犯行の首謀者と目されて、一貫して犯行を否認していたにもかかわらず、別件逮捕勾留を繰り返すという手続きを無視した結果、事件発生後、3年半以上を経過した1955年（昭和30年）8月16日に事件で起訴されている。ほかにも北大生で党員の村手宏光が殺害幇助犯として起訴され、彼は拘置所で心因性反応を起こし、その後、精神病院に入院している。この事件の公判は、そのような事実関係や証拠の問題から、はじめから無理を通した形跡が高かったため、荒れまくったが、1963年（昭和38年）10月17日に、村上に懲役20年、村手に懲役3年執行猶予5年の刑が確定している。この判決には多くの事実上、法律上の疑惑がつきまとっている。高木彬光もその識者の一人であった。
現実の「白鳥事件」については、松本清張が1961年（昭和36年）の『日本の黒い霧』の中で、下山事件や松川事件などとともに扱っているが、高木彬光は、別な角度からの見方もできるとして、対抗意識から「原田情報」を持ち出した。多角的な分析をする前者に対して、一つの面から克明な解釈を試みている。
高木彬光が冤罪の事実に目を瞑っていられなかったことは、はっきり言え、それが百谷弁護士の基本的姿勢でもある。

## あらすじ
弁護士の百谷泉一郎はその晩、大学時代の友人で北海道から上京してきた豊島勝清か東京で信頼の置ける私立探偵を紹介してくれないかという依頼を受けた。彼は冤罪の確率は何％かと泉一郎に尋ね、判決は確定していないが懲役20年があると語り、自分は初恋をしたが、それは人妻との不倫であるという物語を語り出したが、不倫相手と思しき「とき子」という女性からの電話で中断され、勝清はそのままホテルを出て行った。帰宅後、泉一郎は妻の明子にこの話を語ると、明子は不倫相手の夫が殺人犯ではないか、という直感を述べた。その夜、勝清はホテルには帰っては来なかった。翌朝、泉一郎は東京の共通の友人に電話をかけまくったところ、勝清がピストルに興味を持っている民間人として、とある推理作家を紹介して貰ったことを突きとめた。その後、勝清は翌日死体となって発見され、宿泊ホテルの遺留品の中にも、発射されてつぶれた弾丸が数個発見された。だが、恋人だと称していた女の写真だけが消えていた。泉一郎は豊島の家族の要望でともに札幌へ向かい、そこで北洋新聞社の記者、森田健吾から懲役20年の殺人事件として、城沢という警部がピストルで射殺された事件のことを語り出した。
泉一郎は札幌で実行犯と思しきやくざ者を相手にハードボイルド・タッチの活劇を演じ。警察・司法界を相手にしての徒手空拳の闘いを繰り広げることとなる。

## 主な登場人物
- 百谷泉一郎（ひゃくたに せんいちろう）…弁護士。運命論者。
- 百谷明子（ひゃくたに あきこ）…泉一郎の妻。株式相場の天才。
- 豊島勝清（としま かつきよ）…泉一郎の大学時代の親友で、北海道在住。「北海商事」の常務。経理部門担当。事件の被害者。
- 豊島常利（としま つねとし）…勝清の兄。「北海商事」の専務。40歳前後。
- 豊島正敏（としま まさとし）…勝清の兄で、常七の次男。「北海商事」の専務。
- 豊島澄子（としま すみこ）…勝清の妹。物語のヒロイン。
- 豊島常七（としま つねしち）…勝清の父。「北海商事」の社長。60歳前後。
- 森田健吾（もりた けんご）…勝清のいとこ。「北洋新聞」の記者。
- 小岸峯一（こぎし みねかず）…「北洋新聞」の記者。城沢事件を担当していた。
- 城沢一男（しろさわ かずお）…札幌市警の警部で、昭和27年初めに射殺されている。
- 奈良（なら）…札幌市警の元警部補。現「新東商事」の専務。桑田に城沢警部殺害犯と指摘されている。
- 奈良勝枝（なら かつえ）…奈良の妻で、前検事総長の伊東雄策の妾腹の子。
- 上村邦次（うえむら くにつぐ）…共産党員。城沢警部殺害の指揮者として検挙。
- 小野政吉（おの まさきち）…「小野興業」の社長。やくざあがり。
- 小野亀吉（おの かめきち）…政吉の弟。34、5歳。
- 小野久枝（おの ひさえ）…亀吉の妻。30歳前後。
- 内藤秀助（ないとう しゅうすけ）…「北海信用組合」の元理事長で、ヒロポン中毒で睡眠薬中毒で城沢の墓の前で自殺している。
- 吾妻京子（あづま きょうこ）…東京の劇団「炎」に所属している女優。内藤の愛人。
- 湯原純司（ゆはら じゅんじ）…「北海信用組合」の調査課長。
- 桑田由造（くわた よしぞう）…元共産党員。城沢事件で被告人の無罪を主張している。
- 桑田夫人…桑田の妻で、夫の活動で、夫のことを怨みに思っている。
- 津上時造（つがみ ときぞう）…城沢事件の弁護士。50歳前後。
- 関森勇策（せきもり ゆうさく）…城沢事件の上告審の主任弁護士。40歳すぎ。
- 伊達直道（だて なおみち）…城沢事件の検事で、ノイローゼで自殺をはかっている。
- 大月（おおつき）…札幌地検の公安部長で、大阪地検に転任し、その後、弁護士に転職している。
- 榊章三（さかき しょうぞう）…大月の後任の札幌地検の検事。
- 福井（ふくい）…判事で、地裁の勾留係。
- 吉岡哲夫（よしおか てつお）…東京から中央オルグとして札幌にのりこんでいた共産党員。当局から城沢事件の真犯人と目されていた。
- 宮城三郎（みやぎ さぶろう）…保険会社勤務で、共産思想にかぶれていた。新婚ひと月もたたぬうちに、東京に出張中、千駄ヶ谷近くの裏通りで変死を遂げている。
- 秋本慶子（あきもと けいこ）…宮城三郎の元妻で、豊島家の遠縁にあたる女性。
- 清水俊治…帝国秘密探偵社の調査員。元地方新聞社の記者。
- 山本晴三（やまもと はるぞう）…泉一郎と勝清の共通の友人。雑誌社「時事評論社」の編集部勤務。
- 大脇則彦（おおわき のりひこ）…拳銃マニアの推理作家。
- 吉野末吉…山の手に縄張りを持っていた綱島一家の元やくざ。傷害致死罪で5年懲役の判決を下されている。泉一郎の駆け出しの頃の依頼者。
- 光原（みつはら）…札幌中央署の刑事
- 山下（やました）…同刑事
- 尾沼（おぬま）…同刑事

## 評価
- 中島河太郎は作者は山中鹿之助の「憂きことのなほ積もるやうに」と祈ったとされる言葉のように、自ら艱難を課したり、難局に際会したりするとかえって勇猛心を敢然と奮い立たせていると論じ、現実の事件の謎を糾明し、神聖視された裁判司法の迷妄を。「冤罪」の一点に集中して打破しようとした作としてこの作をあげている。百谷夫妻は親友の死の謎を解きながら、現代の疑獄に対して、新しい解答を示すという、破格の構成をとっていると語っている[4]。
- 有村智賀志は、狙いはあくまでも裁判批判ないし警察批判にあり、だからこそサスペンス・スリラーのようで、やはり本格の構成をとるという破格の構成をとらざるを得なかったのだが、登場人物の描き方などにリアルな手法を用いており、作者の社会正義感がひしひしと感じられる。最後の解明部分などに、友人の死の究明があやふやなままであるなど多少推理小説としての面白みにかけるが、意図は十分に出し切っている、と述べている[2]。
- 平野謙はこの作品を「文学的にも落第であれば、推理小説的にも薄弱な作品だが、社会性の導入によって、推理性も文学性もカバーできると信じているように見える」と酷評し、昭和37年9月12日付東京新聞文化欄において、以下のように述べている。

## 元の題名について
大宇宙のところどころには、光も持たず、光を反射することのない無数の星の集団が存在しており、その向こう側に存在するはずの星の光さえ、遮って消してしまうこの星の群のことを「暗黒星雲」と呼んでいる。本篇で「城沢事件」と呼ばれている事件のすべての人々が、警察官や検察官らも含めて、正義と真実に対して、無知無感覚のようで、この暗黒星雲のように不気味な存在だというのが由来であった。
有村智賀志はこの題名の改変を、旧作を新作にみせかけているようで好ましくない、商業主義に毒された出版社の態度を咎めるべきであり、この作と、次作の『失踪』については、原題の方が良かったのではないか、と述べている。